# Долгий, Анатолий Прокофьевич
Анато́лий Проко́фьевич До́лгий (3 апреля 1935, Клинцы, Западная область — 30 января 2019, Мончегорск, Мурманская область) — советский металлург, бригадир плавильщиков комбината «Североникель» имени В. И. Ленина Министерства цветной металлургии СССР. Полный кавалер ордена Трудовой Славы.. Депутат Верховного Совета РСФСР и член Президиума Верховного Совета РСФСР. Почётный гражданин Мончегорска и Мурманской области.

## Биография
Родился 3 апреля 1935 года в городе Клинцы (ныне Брянской области). С 1954 года проходил воинскую службу на подводных лодках Черноморского флота. По окончании службы, стал работать бурильщиком на руднике «Ниттис-Кумужье» в Мончегорске (Мурманская область). С 1965 года до выхода на пенсию в 1996 году работал бригадиром в плавильном цехе комбината «Североникель». Был председателем совета трудового коллектива.
В 1962 году более чем в два раза превысил норму проходки — с 300 м² до 620 м². Неоднократно вносил рационализаторские предложения, облегчающие процесс труда и ускоряющие его. За 7 лет работы на шахте отбил около 300 000 тонн руды, а за годы работы в плавильном цехе бригада Долгого выплавила на электропечах около 3 миллионов 300 тысяч тонн смеси исходных материалов.
В 1962 году участвовал в съезде работников горно-металлургической промышленности Министерства цветной металлургии СССР. В 1981 году был делегатом XXVI съезда КПСС. Избирался депутатом Верховного Совета РСФСР 10 и 11 созыва. В 1985—1990 гг. был членом Президиума Верховного Совета РСФСР. Член Всероссийского общества изобретателей и рационализаторов (ВОИР).
Активно занимался тяжёлой атлетикой, был чемпионом подводного флота и чемпионом Мурманска по штанге.
Анатолий Долгий — один из трёх полных кавалеров ордена Трудовой славы в Мурманской области. Ему присуждено звание почётного металлурга. В 1962 году был награждён именными золотыми наручными часами, а в 1970 — медалью «За трудовую доблесть». В 1987 году включён в список почётных граждан Мончегорска, а в 2003 году — почётных граждан Мурманской области с присвоением знака «За заслуги перед Мурманской областью»..

## Публикации
- Научить и воспитать // «Североникель»: уроки. — Мурманск, 1984